# Acid lactic
Acid lactic hay acid sữa là một hợp chất hóa học đóng vai trò rất quan trọng trong nhiều quá trình sinh hóa và lần đầu được phân tách vào năm 1780 bởi nhà hóa học Thụy Điển Carl Wilhelm Scheele. Acid lactic là một acid carboxylic với công thức hóa học C3H6O3. Nó có một nhóm hydroxyl đứng gần nhóm carboxyl khiến nó là một acid alpha hydroxy (AHA). Trong dung dịch, nó có thể mất một proton từ nhóm acid, tạo ra ion lactat CH3CH(OH)COO−.
Khi vận động mạnh và cơ thể không cung cấp đủ oxy nữa, thì cơ thể sẽ thoái hóa glucose từ các tế bào để biến thành acid lactic. Quá trình này sinh ra 150kJ năng lượng:
Phương trình:
C6H12O6 --> 2C3H6O3 + 150kJ
Acid lactic là chất chính tạo ra cảm giác mỏi ở cơ bắp, đây là sản phẩm của quá trình oxy hóa.
Acid lactic được lên men từ sữa, sản phẩm này còn có tên gọi sữa chua hay còn gọi là yaourt (hoặc yogurt). Công dụng là kích thích tiêu hóa, đẹp da. Mỗi tối trước khi ngủ, dùng yaourt thoa lên mặt trong vòng 15 phút sẽ làm trắng da, mịn da, da hồng hào. Trong yogurt có nhiều lợi khuẩn giúp cải thiện quá trình tiêu hóa thức ăn và trao đổi chất.
Trong dược phẩm, người ta dùng acid lactic trong các sản phẩm dành cho các bé chán ăn, tiêu hóa kém.